# 拉馬爾海茨 (密蘇里州)
拉馬爾海茨（英語：Lamar Heights）是位於美國密蘇里州巴頓縣的城市。

## 人口
根據2020年美國人口普查的數據，拉馬爾海茨的面積為2.08平方千米，當中陸地面積為2.03平方千米，而水域面積為0.05平方千米。當地共有人口170人，而人口密度為每平方千米82人。